# اورانیوم بوروهیدرید
اورانیوم بوروهیدرید (به انگلیسی: Uranium borohydride) با فرمول شیمیایی U(BH۴)۴ یک ترکیب شیمیایی است؛ که جرم مولی آن ۲۹۷٫۲۷ g/mol می‌باشد.